# Giampaolo Bernagozzi
Giampaolo Bernagozzi (Bologna, 1926 – Bologna, 30 settembre 1986) è stato un regista e critico cinematografico italiano.

## Biografia
Realizzatore di cortometraggi e documentari, fonda nel 1972 a Bologna la sezione audiovisivi dell'Istituto Ferruccio Parri, che, dopo la morte, è stata intitolata a suo nome.
È stato docente di Cinematografia Documentaria al DAMS.
L'anno successivo alla sua morte fu istituito, nell'ambito del Festival del Cinema Neorealistico Laceno d'oro, un premio in suo ricordo. L'anno precedente allo stesso Festival gli era conseganta la Targa Pasolini per Dedicato a chi perdona.
Nell'ambito del Filmvideo - Mostra del cortometraggio di Montecatini, viene assegnato il Premio “Gianpaolo Bernagozzi” al migliore documentario.

## Filmografia
- Col bianco dei capelli di una madre (1972) - cortometraggio (co regia  Pierluigi Bugane')
- 28 maggio, 10'12", Brescia (1974) - documentario (co regia Pierluigi Bugane')
- Italicus (1974) - documentario  (co regia  Pierluigi Bugane')
- Lo avrai camerata Kesselring (1976) - documentario (co regia  Pierluigi Bugane')
- Dedicato a chi perdona (1985) - documentario (co regia  Pierluigi Bugane')

## Riconoscimenti
- Laceno d'oro
  - 1985 - Targa Pasolini a Dedicato a chi perdona